# Simulium ochraceum
Simulium ochraceum är en tvåvingeart som beskrevs av Walker 1861. Simulium ochraceum ingår i släktet Simulium och familjen knott. Inga underarter finns listade i Catalogue of Life.